# Педан Олександр Павлович
Олександр Павлович Педан — майор Збройних Сил України, учасник російсько-української війни, що загинув у ході російського вторгнення в Україну в 2022 році.

## Життєпис
Олександр Педан народився 27 травня 1977 року в місті Первомайський на Харківщині. Після закінчення Первомайського ліцею № 7 в 1994 році все своє життя присвятив військовій службі в лавах ЗСУ. Обіймав посаду командира батальйону. З початком повномасштабного російського вторгнення в Україну перебував на передовій. Загинув 30 квітня 2022 року в боях за Україну. Похований 7 травня 2022 року в рідному місті.

## Нагороди
- Орден Богдана Хмельницького III ступеня (2022, посмертно) — за особисту мужність і самовіддані дії, виявлені у захисті державного суверенітету та територіальної цілісності України, вірність військовій присязі[4].